# Liste der Baudenkmale in Isenbüttel
In der Liste der Baudenkmale in Isenbüttel sind alle Baudenkmale der niedersächsischen Gemeinde Isenbüttel aufgelistet. Die Quelle der  Baudenkmale ist der Denkmalatlas Niedersachsen. Der Stand der Liste ist der 13. Januar 2023.

## Allgemein
In den Spalten befinden sich folgende Informationen:
- Lage: die Adresse des Baudenkmales und die geographischen Koordinaten. Kartenansicht, um Koordinaten zu setzen. In der Kartenansicht sind Baudenkmale ohne Koordinaten mit einem roten Marker dargestellt und können in der Karte gesetzt werden. Baudenkmale ohne Bild sind mit einem blauen Marker gekennzeichnet, Baudenkmale mit Bild mit einem grünen Marker.
- Bezeichnung: Bezeichnung des Baudenkmales
- Beschreibung: die Beschreibung des Baudenkmales. Unter § 3 Abs. 2 NDSchG werden Einzeldenkmale und unter § 3 Abs. 3 NDSchG Gruppen baulicher Anlagen und deren Bestandteile ausgewiesen.
- ID: die Objekt-ID des Baudenkmales
- Bild: ein Bild des Baudenkmales, ggf. zusätzlich mit einem Link zu weiteren Fotos des Baudenkmals im Medienarchiv Wikimedia Commons. Wenn man auf das Kamerasymbol klickt, können Fotos zu Baudenkmalen aus dieser Liste hochgeladen werden:

## Isenbüttel

### Einzelbaudenkmale
| Lage                                           | Bezeichnung               | Beschreibung | ID       | Bild           |
| ---------------------------------------------- | ------------------------- | --- | -------- | -------------- |
| Brandweg 1 52° 25′ 54″ N, 10° 34′ 33″ O        | Gesindehaus               | Eingeschossiges Wohnhaus mit Querdiele unter Halbwalmdach in Ziegelpfannendeckung. Symmetrischer Fachwerkabbund mit Ziegelausfachung, teils mit Ziegelziersetzung. Nördliche Traufseite mit mittigen Dielentor mit Zwerchdach sowie flankierenden Fledermausgauben. | 33930310 | BW             |
| Gravenhorster Weg 52° 25′ 50″ N, 10° 34′ 36″ O | Mausoleum                 | Tempelartiger, antikisierter kleiner Rechtecksbau in Ziegelmauerwerk mit Sandsteineinfassungen unter flachen Satteldach in Dachpappendeckung. Profilierter mit Sandsteinelementen gegliederter Sockel, Fassade durch ionische Pilaster- und Säulen gegliedert, darüber profiliertes Architrav. Eingang über Rundbogenportal mit Schlussstein, kassettierte Holztür wohl original mit Laubkranz, mit gesenkten Fackeln sowie Löwenprotomen aus Zinkblech beschlagen. Westlich dem Portal angepasste Nische in Ziegelziersetzung mit Okulus. Nordseite mit Risalit, sowie Giebelseiten mit Dreiecksgiebel mit Kreuzen in den Tympana. An Gebäudeecken Akroterien sowie Kreuz aus Zink im östlichen First. Ganzer Raum ausgekachelt mit Delfter Porzellan, im Inneren zwei Zinksärge. | 33930329 | BW             |
| Gutsstraße 2 52° 26′ 7″ N, 10° 34′ 40″ O       | Kirche                    | Neogotischer Saalbau in Ziegelbauweise mit Querschiff, dreiseitigem Chorschluss und Weststurm. Langschiff auf geböschten Sockel, eingezogener Chor hinter Treppe mit flankierenden turmartigen Ausluchten, Gestaltung variiert zwischen Umgangschor und gotischen Strebewerk. Querschiff sowie Seiten mit tiefen Spitzbogen und Maßwerk, oben von spitzen Zwerchgiebeln mit zum Hauptschiff führenden Satteldächern überfangen. Fassadenzierde mit Gurtfries und Maßwerksrosen, Satteldach mit engobierter Ziegelpfannendeckung. Westturm mit kräftigen Strebepfeilern mit Tropfenfries und Ziersetzungen, überstabten Hauptportal vom Treppengiebel mit Fialen, sowie darüber überstabten Spitzbogen mit Fensterbahnen und Sternmaßwerk. Im Zweiten Geschoss gekuppelte Spitzbogenfenster mit Turmuhr sowie eingelassene Kleeblattkreuze, vom Tropenfries überfangen. Polygonalen Turmaufsatz mit Glockenstuhl, Schallarkaden sowie polygonalem kupfergedecktem Turmhelm mit Wetterhahn. Im Innern Kreuzrippengewölbe im Chor, spitze Holztonne im Schiff. U-förmige Holzempore ruht auf schlanken Eisenstützen. Zur Ausstattung gehören u.a. neogotisches hölzernes Altarretabel und Taufstein von 1640, Taufengel aus dem 17. Jh. | 33930353 | Weitere Bilder |
| Hauptstraße 27 52° 26′ 9″ N, 10° 34′ 17″ O     | Wohnhaus                  | Zweigeschossiges Wohnhaus in Ziegelmauerwerk unter Walmdach in Betonfalzziegeldeckung und breiter Auskragung auf profilierten Konsolen. Achsenmittiger Eingangsrisalit, vom Zwerchhaus mit Freigespärre überfangen. Fassadengestaltung der Neorenaissance durch Putzelemente. | 33930379 | BW             |
| Mausoleumsweg 52° 26′ 16″ N, 10° 35′ 7″ O      | Mausoleum                 | Neogotisches Mausoleum als Kapellen-Torso auf rustiziertem Kellersockel unter zur Apis abgewalmten spitzen Satteldach in Dachschindeldeckung. Monumentales sandsteingefasstes Eingangsportal hinter Treppe mit gusseisernen Handlauf. Holztür mit eisernen Türbeschlägen, Innenportal in Schulterbogen gefasst, Mauerwerksfeld in gelben Ziegelsichtmauerwerk, im Giebelfeld eingelassenes Familienwappen in Sandstein. Gerahmt vom inneren Spitzbogen von Werksteineinfassung in Wimperg-Form, mit Kaffgesimsen und bekrönendem Kreuz. Torso aus rotem Ziegelstein, Apsis vom Kellersockel vorkragend, stilistische Strebepfeiler sowie Spitzbogen-Lanzettfenster mit Holzläden. | 33930404 | BW             |
| Mittelstraße 9 52° 26′ 2″ N, 10° 34′ 48″ O     | Wohnhaus                  | Zweigeschossiger queraufgeschlossener Ziegelbau auf Werksteinsockel unter Halbwalmdach in Ziegelpfannendeckung. Fenster im EG mit Fensterläden und klassizistische Holzeinfassung im Haupteingang, OGs in Fachwerk in Ständerbauweise. Moderne straßenseitige Gaube sowie Altanbalkone an südlicher Giebelseite. | 33930428 | BW             |
| Ringstraße 2 52° 26′ 8″ N, 10° 34′ 35″ O       | Wohnhaus                  | Kleiner eineinhalb-geschossiger Ziegelbau auf quadratischem Grundriss unter Satteldach in Ziegelpfannendeckung. Fassadenöffnungen in Rundbögen mit sprossengeteilten Oberlichtern sowie Rundfenstern im Giebelfeld. Ziersteinsetzung in den Sturzbereichen, Fassade durch Lisenen hervorgehoben mit bekrönendem Profilstücken an den Gebäudeecken und First. | 33930453 | BW             |
| Ringstraße 6 52° 26′ 12″ N, 10° 34′ 36″ O      | Scheune                   | Eingeschossiger Fachwerkbau auf Werksteinsockel unter Halbwalmdach in Ziegelpfannendeckung. Außermittige Längsdurchfahrt, symmetrischer Fachwerkabbund mit Ausfachung in Ziegelstein mit teils erhaltenen Lehmziegeln und Lehmstakung. Rückwärtig niedrigerer Fachwerk-Flügelanbau. | 33930476 | BW             |
| Ringstraße 10 52° 26′ 13″ N, 10° 34′ 31″ O     | Wohn-/ Wirtschaftsgebäude | Vierständer-Fachwerkbau auf Feldsteinsockel unter Walmdach in Ziegelpfannendeckung. Wirtschaftsteil mit außermittiger Längsdiele, Dielentor mit Inschriften im Sturz und am Schwellriegel. Südliche Giebelseite ganz in Ziegelsichtausfachung, Abbund mit K-Streben. Rest der Gebäudeausfachung gemischt in Ziegelsicht- und Putzausfachung. Dach im Wirtschaftsbereich mit Aufschiebling, DG leicht vorkragend auf Kopfbändern. Ständersystem im Wirtschaftsraum erhalten. Zweigeschossiger Wohnteil in Stockwerksbauweise, leicht vorkragendes OG über profiliert ausgebildetem Gebälk. | 33930500 | BW             |
| Ringstraße 10 52° 26′ 13″ N, 10° 34′ 30″ O     | Brunnen                   | Kastenbrunnen des Sattelhofes mit Brunneneinfassung aus Sandstein sowie Überdachung auf Holzständern unter Satteldach mit Krempziegeldeckung. | 51022625 | BW             |